# Суслово (Бежаницкий район)
Суслово  — деревня в Бежаницком районе Псковской области. Входит в состав сельского поселения муниципальное образование «Лющикская волость».
Расположена на берегу реки Ашевка, в 23 км к северу от райцентра Бежаницы.
Численность населения по оценке на 2000 год составляла 15 жителей.